# Gil Pereira
Gilberto Wagner Martins Pereira Antunes é um político brasileiro e deputado estadual de Minas Gerais. Natural de Montes Claros, é filho de Josué Antunes de Souza e Walquíria Pereira Antunes.